# Otto Ferdinand Probst
Otto Ferdinand Probst (* 13. Mai 1865 in Breslau; † 1923 an der Ostsee) war ein deutscher Grafiker und Architekt.

## Leben und Wirken
Er studierte an der Kunstschule in Breslau und später an der Kunstakademie (1902) und der Technischen Hochschule in München. Er war 1900 als Oberlehrer an der Königlichen Baugewerkschule in Breslau tätig.
Er veröffentlichte ein Buch mit Ansichten von Augsburg und um 1900 eine Sammlung seiner Zeichnungen aus den Jahren 1898 bis 1899 Breslaus malerische Architekturen, in der architektonisch interessante Bauten aus Breslau mit Bleistift und Feder sowie Fotografien abgebildet sind. Er stellte hauptsächlich Radierungen her, insbesondere Stadtansichten (u. a. Lindau, München, Nürnberg, Rothenburg ob der Tauber) sowie mehrere Landschaftsansichten des Riesengebirges.

## Veröffentlichungen
- Augsburg in Bild und Wort. Eine Auswahl von Architecturen und malerischen Städtebildern. 70 Tafeln Herausgegeben von O. F. Probst und August Mülleger. Text von Th. Ruess. Lampart & Comp., Augsburg [um 1896].
- Breslaus malerische Architekturen. Begleitender Text von Hans Lutsch, in 10 Lieferungen (1899–1900), Druck bei Johannes Beyer, Zittau, Selbstverlag, Breslau 1900 (dbc.wroc.pl).
  - Buchanzeige: Breslaus malerische Architekturen. In: Centralblatt der Bauverwaltung. 20. Jahrgang, Nr. 25, 31. März 1900, S. 153–154 (Abbildungen, Textarchiv – Internet Archive).
  - Buchanzeige: Breslaus malerische Architekturen. In: Centralblatt der Bauverwaltung. 20. Jahrgang, Nr. 79, 6. Oktober 1900, S. 483–484 (Abbildung, Textarchiv – Internet Archive).

Beispiele für Radierungen
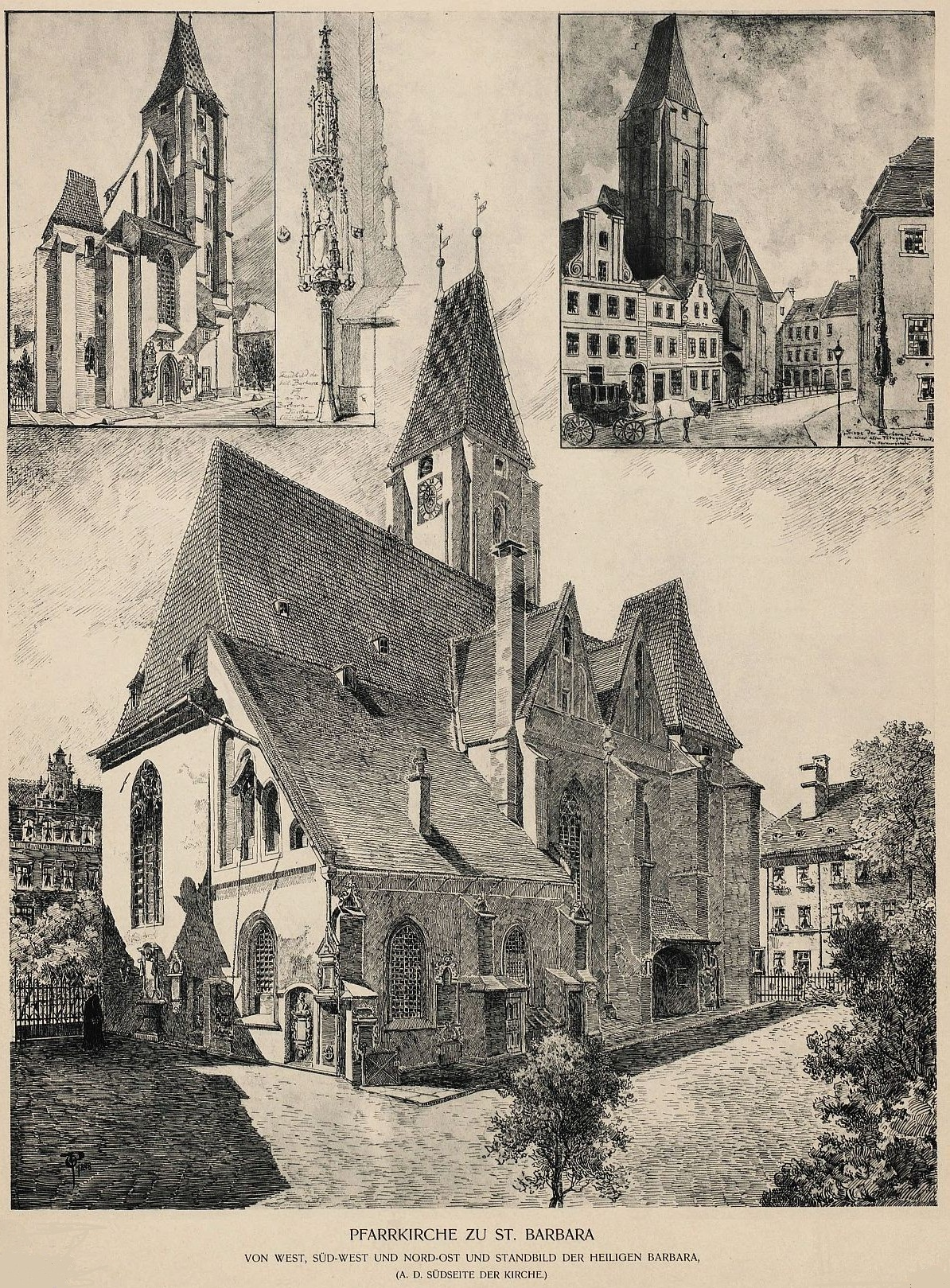
Barbarakirche in Breslau
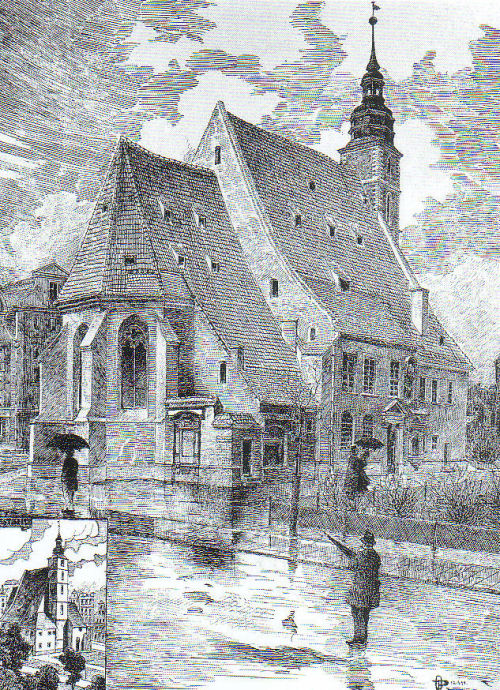
Christophorikirche in Breslau
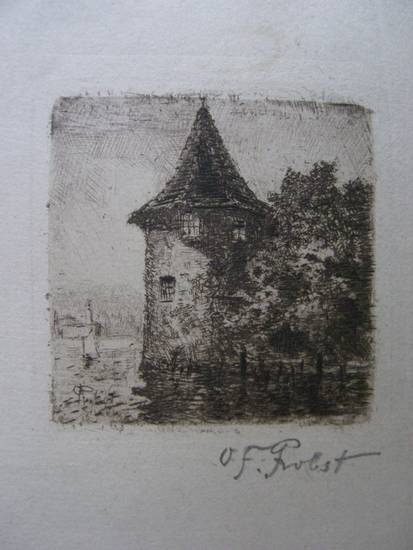
Pulverturm in Lindau
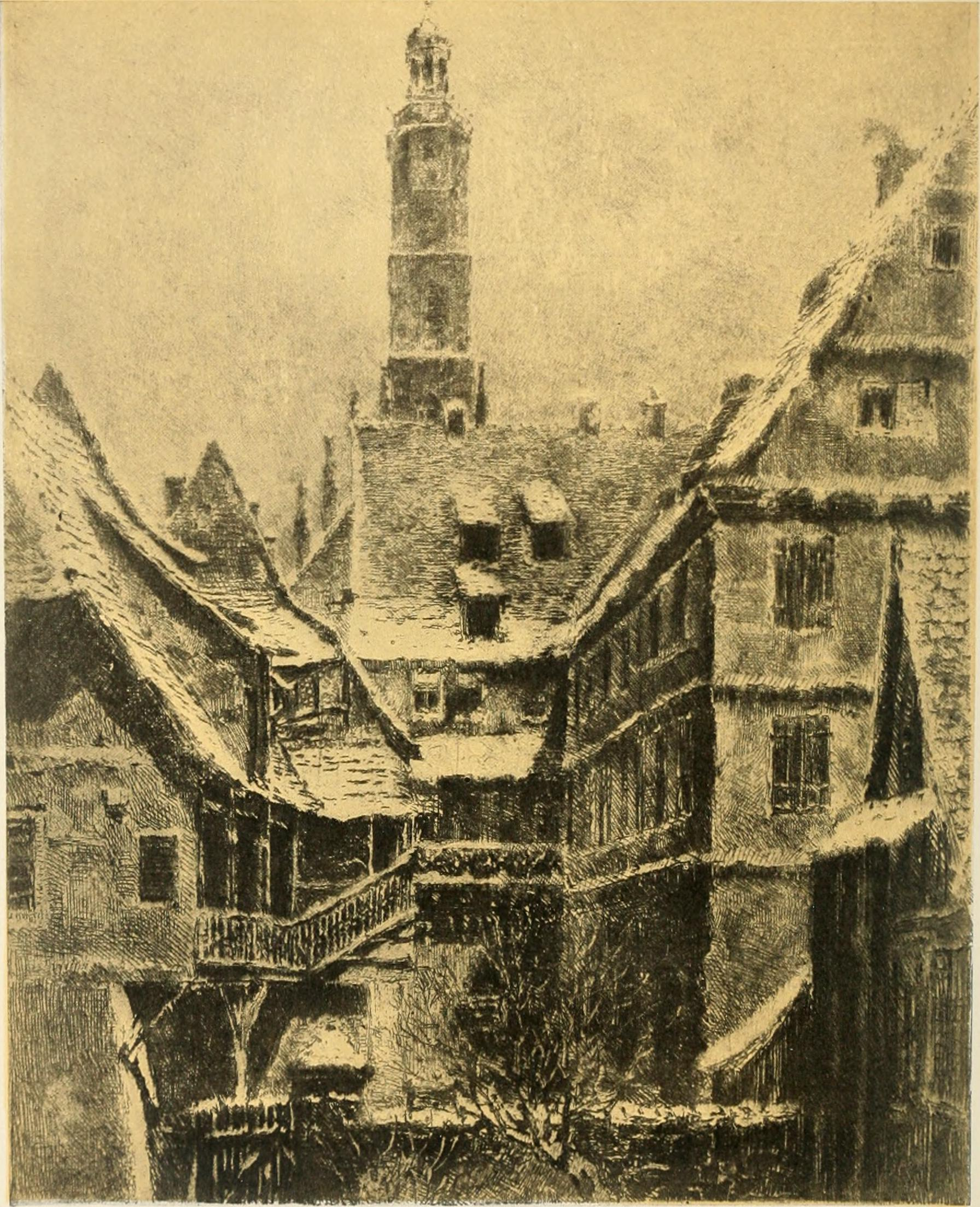
Ansicht von Rothenburg ob der Tauber
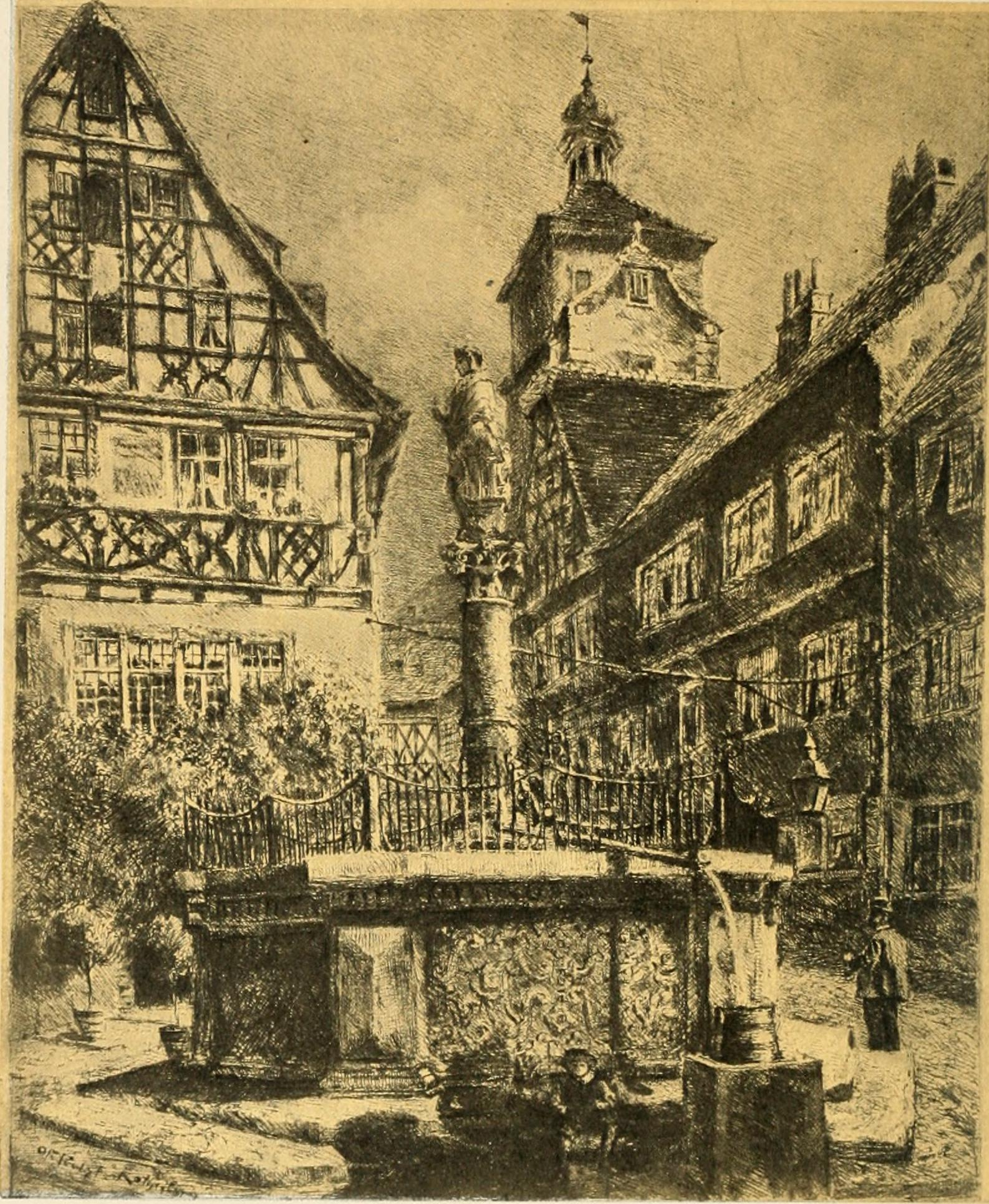
Ansicht des Kapellenplatz mit Brunnen in Rothenburg ob der Tauber
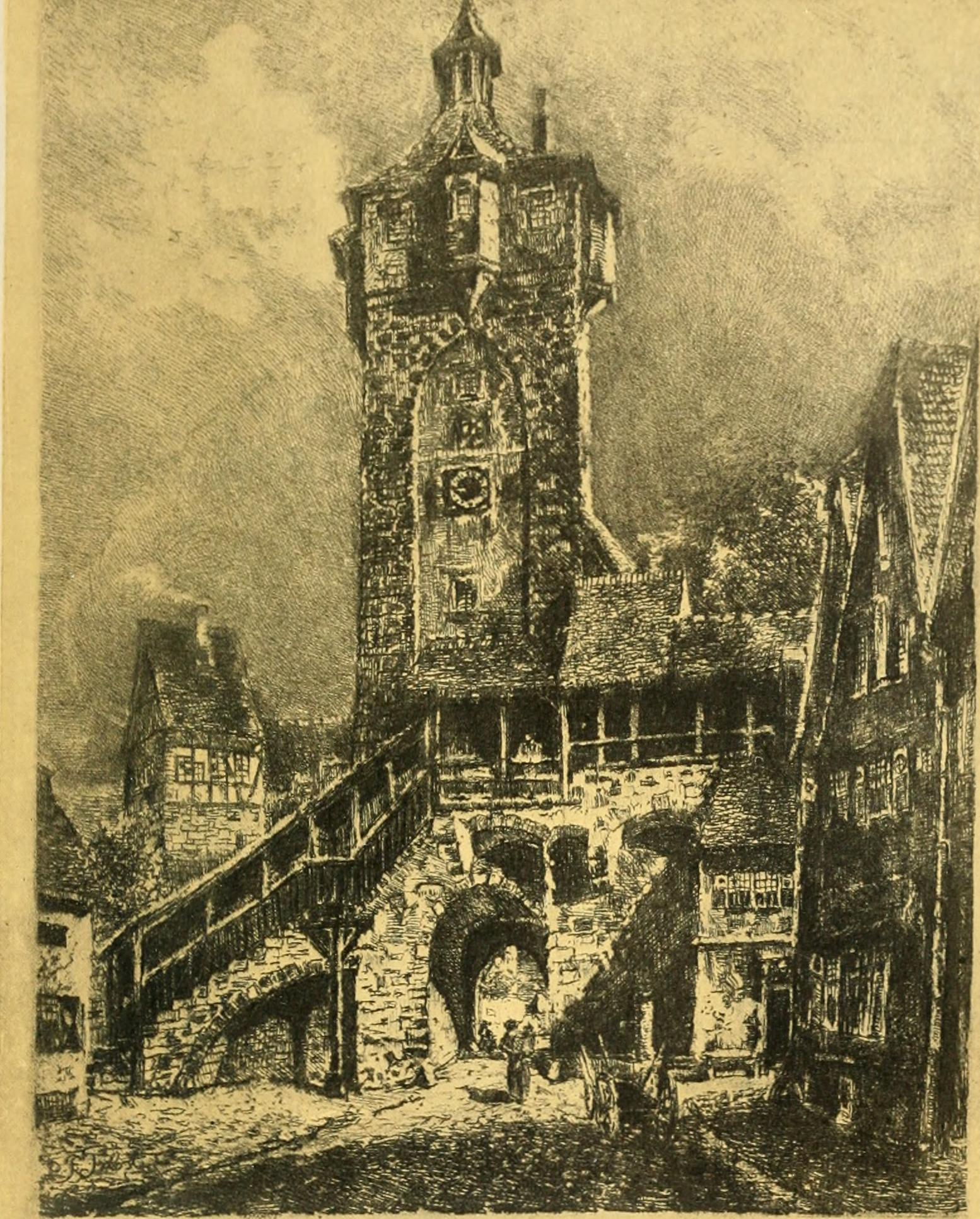
Klingentor in Rothenburg ob der Tauber